# Catacantha
Genre
Le genre Catacantha regroupe des papillons appartenant à la famille des Saturniidae. Les espèces de ce genre se répartissent en Amérique du Sud.

## Liste d'espèces
Selon Saturniidae world:
- Catacantha evitae (Brechlin, Meister & van Schayck 2011)
- Catacantha ferruginea (Draudt, 1929)
- Catacantha juliae (Brechlin, Meister & van Schayck 2011)
- Catacantha latifasciata (Bouvier, 1930)
- Catacantha nataliae (Brechlin, Meister & van Schayck 2011)
- Catacantha obliqua (Bouvier, 1930)
- Catacantha oculata (Schaus, 1921)
- Catacantha siriae (Brechlin, Meister & van Schayck 2011)
- Catacantha sofiae (Brechlin, Meister & van Schayck 2011)
- Catacantha stramentalis (Draudt, 1929)
- Catacantha tabeae (Brechlin, Meister & van Schayck 2011)